# Auchtermuchty (Whiskybrennerei)
Auchtermuchty war eine Whiskybrennerei in Auchtermuchty, Fife (Schottland), Schottland.
Die Brennerei wurde 1829 von Alexander Bonthrone in Auchtermuchty gegründet, dessen Familie sie auch bis zu ihrer Schließung 1926 leitete. 1923 wurde sie nach dem nahegelegenen Fluss Eden, aus dem auch das zur Whiskyproduktion benötigte Wasser entnommen wurde, in Stratheden umbenannt. Die Geschichte der Brennerei verlief vergleichsweise ereignislos.
Alfred Barnard bereiste die Brennerei Mitte der 1880er Jahre, sodass mit seinen Aufzeichnungen eine detaillierte Beschreibung der Destillerie vorliegt. Nach seiner Beschreibung besaß sie eigene Mälzböden und eine Mühle. Die Mühle sowie die restlichen Anlagen der Brennerei wurden durch drei Wasserräder angetrieben. Der Whisky wurde in je einer Grobbrandblase (Wash Still) und einer Feinbrandblase (Spirit Still) gebrannt, von denen die erste ein Volumen von 960, die zweite ein Volumen von 460 Gallonen besaß. Die Jahresproduktion betrug zu dieser Zeit etwa 20.000 Gallonen und wurde fast in gesamter Menge als reiner Malt Whisky nach Leith, London und Glasgow verkauft.

## Weiterführende Informationen
- Eintrag zu Auchtermuchty in Canmore, der Datenbank von Historic Environment Scotland (englisch)
- D. Daiches: Scotch whisky, Macmillan, 1970.